# 1130-ті до н. е.

## Події
Заворушення та боротьба за владу Рамессидів в Єгипті.

## Правителі
- фараони Єгипту Рамсес VI та Рамсес VII;
- царі Ассирії Ашшур-дан I, Нінурта-Тукульті-Ашшур, Мутаккиль-Нуску та Ашшур-реш-іши I;
- царі Вавилонії Мардук-кабіт-аххі-шу та Нінурта-надін-шумі;
- цар Еламу Шилхак-Іншушинак;